# Vampula

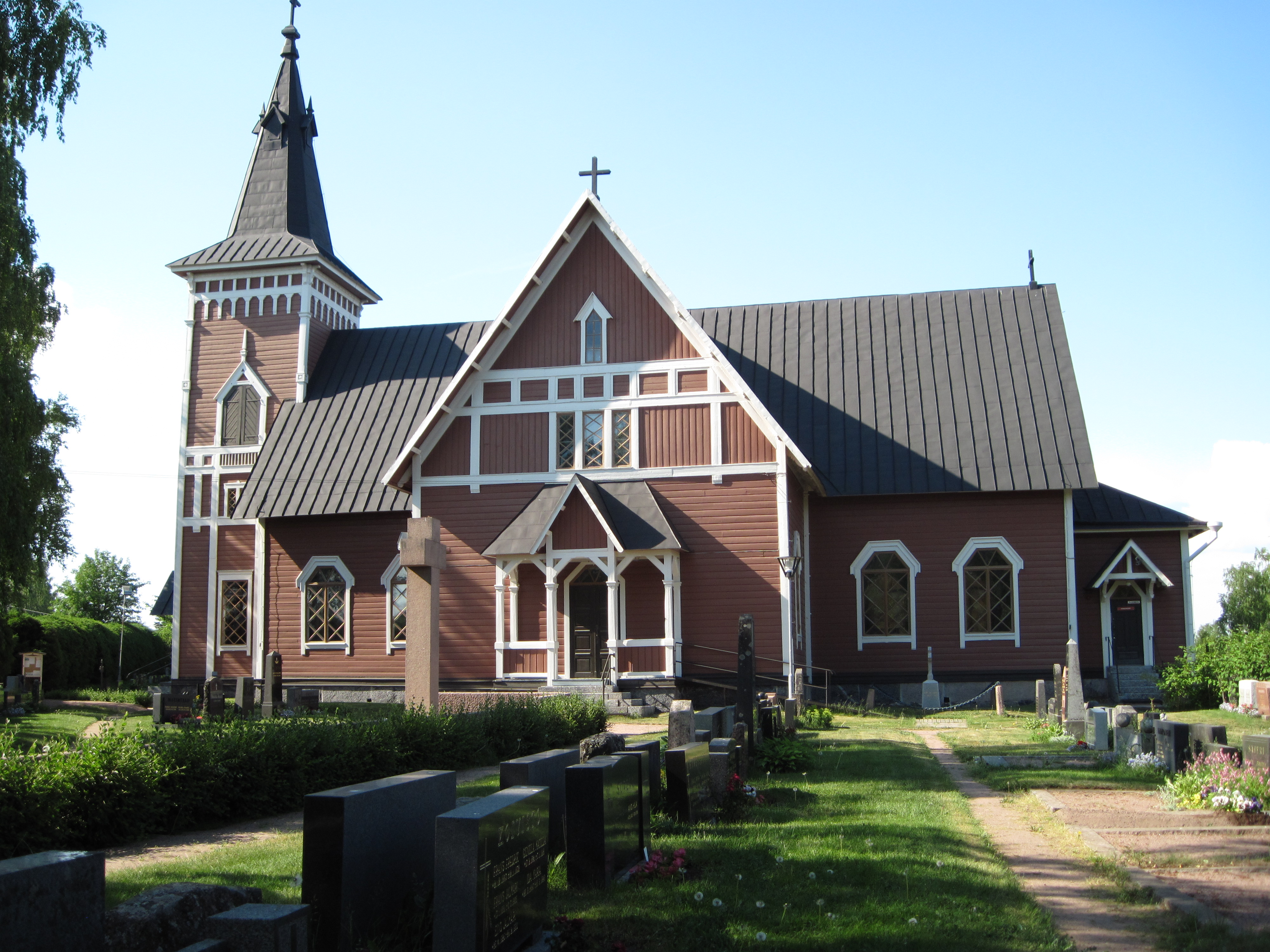
Kerk

Vampula (Zweeds: Vambula) is een voormalige gemeente in de Finse provincie West-Finland en in de Finse regio Satakunta. De gemeente heeft een totale oppervlakte van 142 km² en telde 1776 inwoners in 2003.